# يمينة (مغنية)
لالة يمينة (1905م - 24 جانفي 2008م)، مغنية جزائرية مختصة في طابع أشويق ضمن الموسيقى الأمازيغية. اسمها الحقيقي فروجة أعراب.

## مسيرتها

### النشأة
وُلدت «فروجة أعراب» خلال سنة 1905م في قرية إيغيل علي ضمن ولاية بجاية في الجزائر.
وقد التحقت خلال عام 1924م بعائلة أخوالها في مدينة الجزائر بعد تيتمها إثر وفاة والديها · .
فاستقر بها المقام عند أخوالها في بلدية المرادية المطلة على خليج الجزائر، وكان من بين جيرانها الشهيد ديدوش مراد الذي استقرت عائلته في نفس الحي.

### القناة الإذاعية الثانية
شاركت الفنانة «يمينة فروجة أعراب» مع زميلتها ونيسة خلال عام 1936م في تأسيس القناة الإذاعية الثانية الناطقة باللغة القبائلية التي كان يرأسها فتح الله بن حسين.
وكان هذا القسم الإذاعي تابعا آنذاك لمؤسسة إذاعة مدينة الجزائر (بالفرنسية: Radio-Alger)‏ التي تم إنشاؤها قبل ذلك خلال عام 1929م.
فساهم معهما الفنان نور الدين مزيان [الفرنسية] في تحويل هذا القسم الإذاعي إلى مشتلة ثقافية وطنية تلتقي فيها المواهب الفنية الناطقة باللغة الأمازيغية لإنتاج البرامج الإذاعية والسكاتشات والأغاني.
وفي مقر هذه الإذاعة الأمازيغية، الواقع وقتئذ في "شارع بيار بيرتيزين (بالفرنسية: Rue Pierre Berthezène)‏"، تفتقت قريحة الفنانة «يمينة فروجة أعراب» مع زميلتيها الأخريين زينة وحسنة على أداء فني وغنائي متميز.
وكانت «مجموعة لالة ونيسة» هي المؤسِّسة الفعلية للغناء الإذاعي القبائلي في الجزائر، وذلك عبر الثلاثي: ونيسة، ويمينة فروجة أعراب، وزينة.
كما كانت تجهيزات هذا القسم الإذاعي، المدعو "محطة لافارج (بالفرنسية: Station Lafarge)‏"، موجودة في قبو "قاعة ابن خلدون (بالفرنسية: Salle Pierre Bordes)‏" آنذاك.
وكانت الأوركسترا الإذاعية التي أسسها الشيخ نور الدين مزيان [الفرنسية] هي التي سمحت لهؤلاء الفنانات في هذه الإذاعة بتسجيل أغانيهن.
وتكونت هذه الأوركسترا من العديد من الموسيقيين الذين من بينهم «الشيخ الناموس»، «سيد علي أحمد مجدول»، و«الحاج منور» الذين أسهموا في إنشاء وإنجاح المسرح الإذاعي [الفرنسية] والأغنية الساخرة [الفرنسية].
فبزغت حينئذ موهبة فنانين إذاعيين آخرين مع «يمينة فروجة أعراب» من بينهم «كمال حمادي»، و«يوسف أبجاوي»، و«محند رشيد»، و«رشيد مزيان» تحت إشراف الحاج محمد العنقة.
فصارت الفنانة «يمينة» محاطة إثر ذلك بكوكبة من الفنانات القبائليات اللواتي من بينهن: زينة، وشريفة، وجيدة، وحنيفة، ووريدة، وونيسة.

### الحصص الإذاعية
شاركت الفنانة «يمينة فروجة أعراب» في تنشيط العديد من البرامج الإذاعية خلال مسيرتها الفنية ر فقة زميلتيها ونيسة وزينة ثم الفنانات القبائليات اللواتي التحقن بالقناة الإذاعية الثانية الناطقة باللغة القبائلية.
وأشهر برنامج إذاعي عُرفت من خلال موهبة «يمينة» هو أورار لخالات [القبيلية] الذي كان يُعنى بأغاني النساء القبائليات وفق طابع أشويق.
ثم تلاه برنامج إذاعي شهير آخر هو نوبة لخالات الذي كان يُعنى باكتشاف المواهب الغنائية النسوية القبائلية وفق طابع أشويق والفن القبائلي الأصيل.
وكان برنامج نوبة لخالات تطورا ملحوظا في أداء القناة الإذاعية الثانية عبر الانتقال من مجرد بث أغاني طابع أشويق إلى مرحلة إنتاج أغان مصحوبة بأوركسترا.
وقد استمر إنتاج وبث حصة "أورار لخالات [القبيلية] (Urar Lkhalat)" لعشرات السنين على أمواج الإذاعة الجزائرية.

### التقاعد
تقاعدت الفنانة «يمينة فروجة أعراب» من العمل الإذاعي خلال سنة 1992م بعد 56 عاما من أداء طابع أشويق ضمن الفن القبائلي والأغنية الأمازيغية في الجزائر.

### الوفاة
توفيت الفنانة «يمينة فروجة أعراب» بتاريخ يوم الخميس 24 جانفي 2008م في مدينة الجزائر عن عمر ناهز 102 سنة، أياما قليلة بعد وفاة الفنان القبائلي حميد مجاهد · .
وقد شُيعَتْ جثتها بعد أداء صلاة الجمعة في يوم 25 جانفي 2008م إلى مثواها في مقبرة المدنية الواقعة في بلدية المدنية من طرف أفراد عائلتها وأقاربها ومحبيها.

## أغاني أشويق

### أغاني الفنانة يمينة
تُعتبر الفنانة «يمينة فروجة أعراب» من أشهر مغنيات «أشويق»، ومن بين أغانيها المعروفة:
- 1929م: أدصليغ فلاك النبي (Adsaligh Fellak Nebi).
- 1932م: الشورافا (Ccurafa).
- 1938م: يزها وول (Yezha wul).
- 1941م: أقوجيل (Agoudjil).
- 1947م: أدوغالغ (Adoughalegh).

### فيديوهات أغاني يمينة
- أغنية: أدصليغ فلاك النبي (Adsaligh Fellak Nebi) على يوتيوب
- أغنية: الشورافا (Ccurafa) على يوتيوب
- أغنية: يزها وول (Yezha wul) على يوتيوب
- أغنية: أقوجيل (Agoudjil) على يوتيوب
- أغنية: أدوغالغ (Adoughalegh) على يوتيوب

### مواضيع ذات صلة
- أشويق
- الفن القبائلي
- الموسيقى الأمازيغية
- الإذاعة الجزائرية
- القناة الإذاعية الثانية
- أورار لخالات [القبيلية]
- نوبة لخالات
- أنيسة
- بهية
- جميلة
- جيدة ثامقرانث
- حنيفة
- خدوجة
- زينة
- شابحة
- شريفة
- علجية
- نوارة
- ونيسة
- منطقة القبائل
- قائمة الأسماء الأمازيغية
- ولاية بجاية
- دائرة إغيل علي
- بلدية إيغيل علي
- ولاية الجزائر
- دائرة سيدي امحمد
- بلدية المدنية

### وصلات خارجية
- الموقع الرسمي لوزارة الثقافة الجزائرية
- الموقع الرسمي لولاية بجاية
- الموقع الرسمي لولاية الجزائر